# Brunrött skogsfly
Brunrött skogsfly (Cerastis leucographa) är en fjärilsart som beskrevs av Ignaz Schiffermüller 1775. Brunrött skogsfly ingår i släktet Cerastis och familjen nattflyn. Arten är reproducerande i Sverige. Inga underarter finns listade i Catalogue of Life.

## Bildgalleri

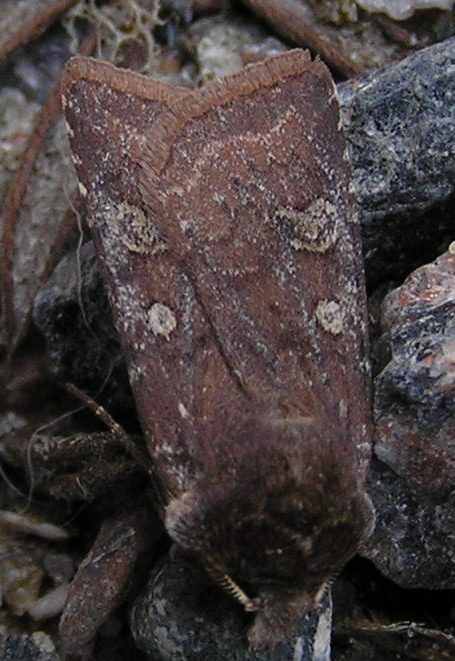
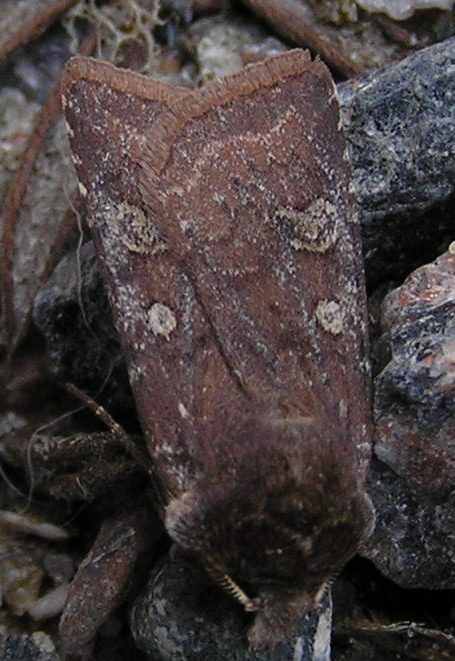